# سرتليها (آبجدان)
سرتليها (بالفارسية: سرتلی‌ها) هي منطقة سكنية تقع في إيران في قسم آبجدان الريفي. يقدر عدد سكانها بـ 40 نسمة بحسب إحصاء 2016.